# ککو دورانته
کِـکو دورانته (ایتالیایی: Checco Durante؛ ‏ ۱۹ نوامبر ۱۸۹۳ – ۵ ژانویهٔ ۱۹۷۶) بازیگر اهل ایتالیا بود.
از فیلم‌ها یا برنامه‌های تلویزیونی که وی در آن نقش داشته‌است، می‌توان به جنبه خوب پائولینا، روشنایی‌های واریته، رم ساعت ۱۱:۰۰، ترانه بهار و صدای سکوت اشاره کرد.